# Ruth (Cologny)
Pour les articles homonymes, voir Ruth.
La région de Ruth fut rattachée à la commune de Cologny par le traité de Turin de 1754. Le duc de Savoie renonça à ses droits sur Ruth et La Belotte.
Plusieurs noms de lieux en Suisse romande portent des noms à consonance Rut..., Ruth..., dont l'étymologie est sans rapport avec le nom biblique Ruth.
Par la suite, des noms de lieux portèrent les noms Ruth, Rutty..., notamment dans la commune de Cologny, par "remotivation" en raison du prénom féminin Ruth.